# Patissa flavifascialis
Patissa flavifascialis là một loài bướm đêm trong họ Crambidae.